# Ksar Sidi Bou Abdellah
Ksar Sidi Bou Abdellah (en arabe : قصر سيدي بوعبدالله) est un village fortifié dans la province d'Errachidia, région Draa-Tafilalet au sud-est du Maroc.